# I’m So Lonesome I Could Cry
I’m So Lonesome I Could Cry ist ein Countrysong von Hank Williams aus dem Jahr 1949.

## Entstehung
Williams nahm den Song am 30. August 1949 in einem Studio in Ohio unter der Produktion von Fred Rose auf. Williams nannte ihn den persönlichen Favoriten unter seinen eigenen Liedern, glaubte jedoch nicht an einen kommerziellen Erfolg des Stücks, da er der Meinung war, seine Hörer seien andere Songs von ihm gewöhnt. Er erschien als B-Seite des Hits My Bucket’s Got a Hole in It. Erst nach Williams’ Tod 1953 im Alter von 29 Jahren wurde der Titel im Laufe der Jahre zu einem seiner bekanntesten Songs.
2005 erreichte das Stück in der Liste der 500 besten Songs aller Zeiten Rang 111, in CMT’s 100 Greatest Songs in Country Music belegt es Platz 29.

## Inhalt
Der Song beschreibt das Bild eines einsamen Mannes in der Nacht. Der Protagonist nimmt mehrere typische Nachtgeräusche auf und verbindet alle mit seinem eigenen Gefühl der Einsamkeit. Er nimmt an, dass, wenn er allein und einsam sei, es auch andere wären.
Er hört eine Nachtschwalbe (Whippoorwill) und sagt, sie klinge zu traurig, um fliegen zu können. Auch der Nachtzug heult laut. Weitere Zeichen sind der Mond, der sich hinter den Wolken versteckt, um ungestört zu weinen, die Zeit, die nur langsam voranschreitet, ein Rotkehlchen, das traurig ist, weil die Blätter der Bäume verwelken und es deshalb den Lebenswillen verliert.
Erst in der vierten Strophe wird der Grund für die Einsamkeit des Protagonisten erwähnt. Nach einer Bemerkung über eine Sternschnuppe, die den Nachthimmel beleuchtet, fragt der Sänger sich, wo die langersehnte Person bleibe, und dass ihm deshalb zum Weinen zumute sei.

## Coverversionen
Der Song wurde vielfach gecovert, unter anderem von Johnny Cash zusammen mit Nick Cave sowie von Ray Charles, Freddy Fender, Dean Martin und B. J. Thomas, dessen Version 1966 Platz 8 der Billboard-Pop-Charts erreichte. Elvis Presley sang 1973 eine Version des Stücks in seinem Fernsehspecial Aloha from Hawaii und kündigte es mit den Worten an: „... der wahrscheinlich traurigste Song, den ich jemals gehört habe.“
In den Country-Charts konnte sich der Titel zweimal platzieren: 1972 erreichte die Version von Charlie McCoy Platz 23 und 1976 die Version von Terry Bradshaw Platz 17.
In jüngerer Zeit erschienen Coverversionen beispielsweise 1991 von Stephan Eicher, 1993 von Jimmie Dale Gilmore, 2001 von Keb’ Mo’ auf dem Hank-Williams-Tribute-Album Timeless und 2006 von Me First and the Gimme Gimmes. Die dänische Metal-Band Volbeat coverte das Stück 2008 für ihr Album Guitar Gangsters & Cadillac Blood ebenso wie Wynonna Judd 2009. Yo La Tengo covert das Lied auf dem Album Stuff Like That There im Jahr 2015.